# Riserva naturale Valle dell'Aniene
La riserva naturale Valle dell'Aniene è un'area naturale protetta della regione Lazio, sita nella periferia nord-est di Roma. Si estende per 650 ettari lungo il corso urbano del fiume Aniene dal GRA fino alla confluenza con il fiume Tevere, dove nei pressi si trova il Parco delle Valli.

## Territorio
Il tratto urbano dell'Aniene è caratterizzato da una notevole lunghezza e molte anse. Il fiume presenta un paesaggio molto diversificato e rappresenta il confine di diversi quartieri del quadrante nord-orientale di Roma: La Rustica, Tor Cervara, Tor Sapienza, Colli Aniene, Ponte Mammolo, Casal de' Pazzi, Pietralata, Monte Sacro, Trieste.
Il parco si stende lungo entrambe le rive del fiume. All'interno del suo territorio si possono individuare tre aree di grande importanza naturalistica:
- l'area umida della Cervelletta
- l'area ripariale Fluviale
- il Parco delle Valli

L'unione delle 3 associazioni territoriali "storiche" relative alle suddette tre aree ha costituito nel 1999 l'Associazione Insieme per l'Aniene Onlus, che dallo stesso anno gestisce il parco per conto dell'Ente Regionale RomaNatura.

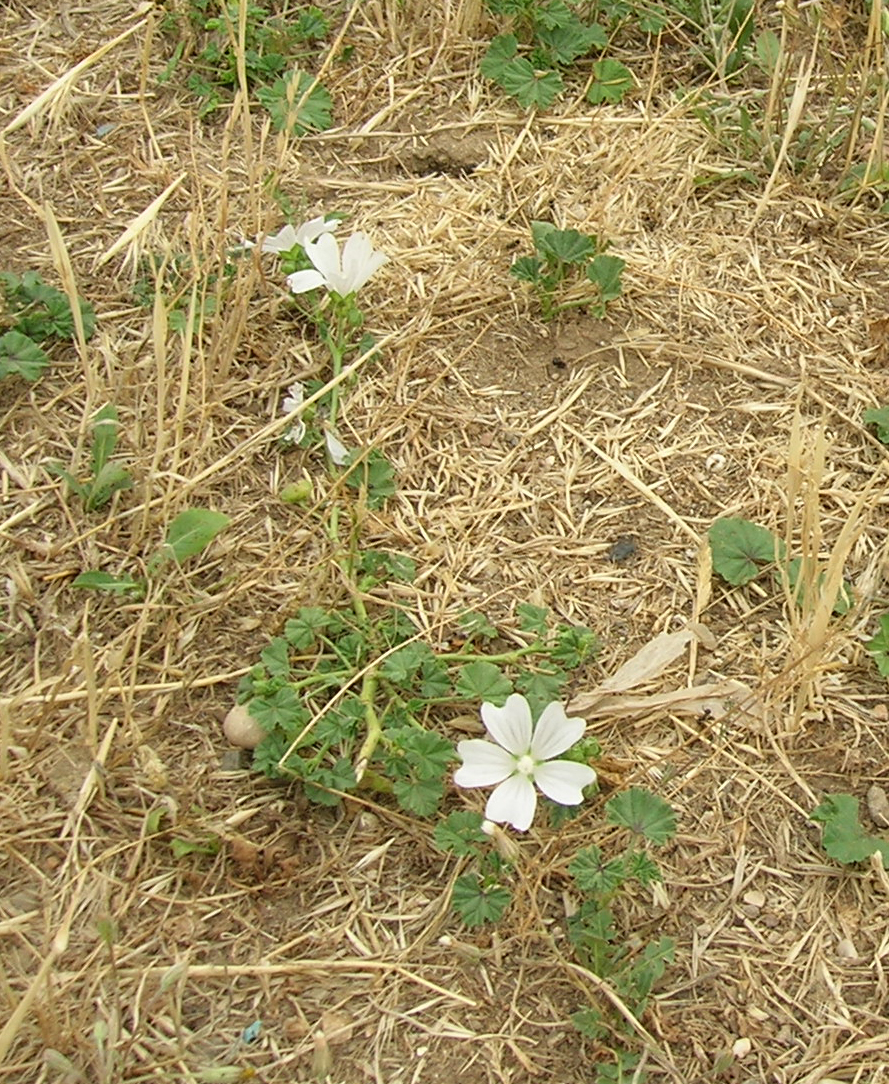
Fiori di malva bianca

## Flora
In questa oasi sono molto diffusi il papiro, l'iris, il sambuco e alghe o piante appartenenti all'ecosistema di zone paludose.

## Fauna
La specie animale principe che vive in quest'area e precisamente nell'Aniene è la trota fario. Sono anche diffusi granchi, rane e gamberi americani.